# Amade Momade
Amade Momade Issufo (Nampula, 12 de março de 1996), conhecido apenas como Amadú ou Amadou, é um futebolista moçambicano que atua como volante. Atualmente defende o Namungo e a Seleção Moçambicana.

## Carreira em clubes
Revelado pelo Ferroviário de Nampula, venceu o Campeonato Moçambicano em 2016, mas o número de jogos pelo clube é desconhecido. Permaneceu até 2018, quando se transferiu para a União do Songo. Pelos Hidroeléctricos, foi campeão do Moçambola em 2018 e 2022, tendo atuado em 83 partidas e marcando 2 gols. Em junho de 2023, foi emprestado ao Ferroviário da Beira, onde jogou 9 partidas e marcou 1 gol, além de ter conquistado seu quarto título do Moçambola na carreira profissional.
Teve ainda uma curta passagem pelo Ihefu antes de ser contratado pelo Namungo - as duas equipes disputam a primeira divisão do Campeonato Tanzaniano.

## Seleção
Descendente de malineses e nigerianos, Amadú estreou pela Seleção Moçambicana em novembro de 2018, na vitória por 1 a 0 dos Mambas sobre a Zâmbia, pelas eliminatórias da Copa das Nações Africanas do ano seguinte.
Convocado para a Copa das Nações Africanas de 2023, acompanhou do banco de reservas a eliminação de Moçambique ainda na primeira fase, com 2 pontos ganhos. Foi um dos 3 jogadores que não jogaram por Moçambique na competição, juntamente com o terceiro goleiro Fazito e o zagueiro David Malembana.

## Títulos
Ferroviário de Nampula
- Campeonato Moçambicano: 2016

União do Songo
- Campeonato Moçambicano: 2018, 2022

Ferroviário da Beira
- Campeonato Moçambicano: 2023